# Kasteel van Aaishove

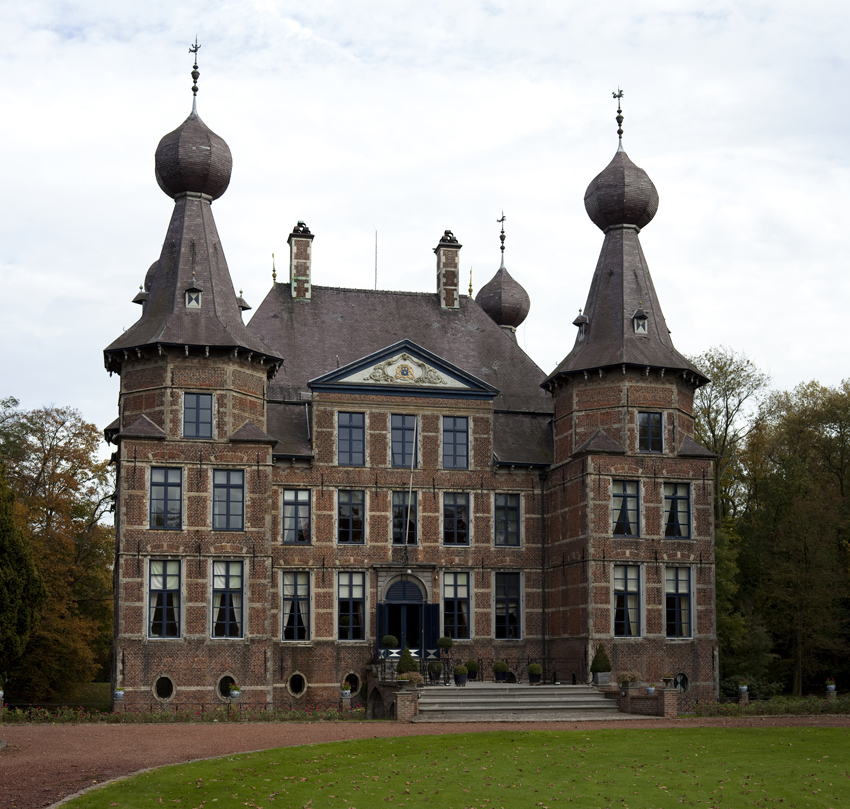

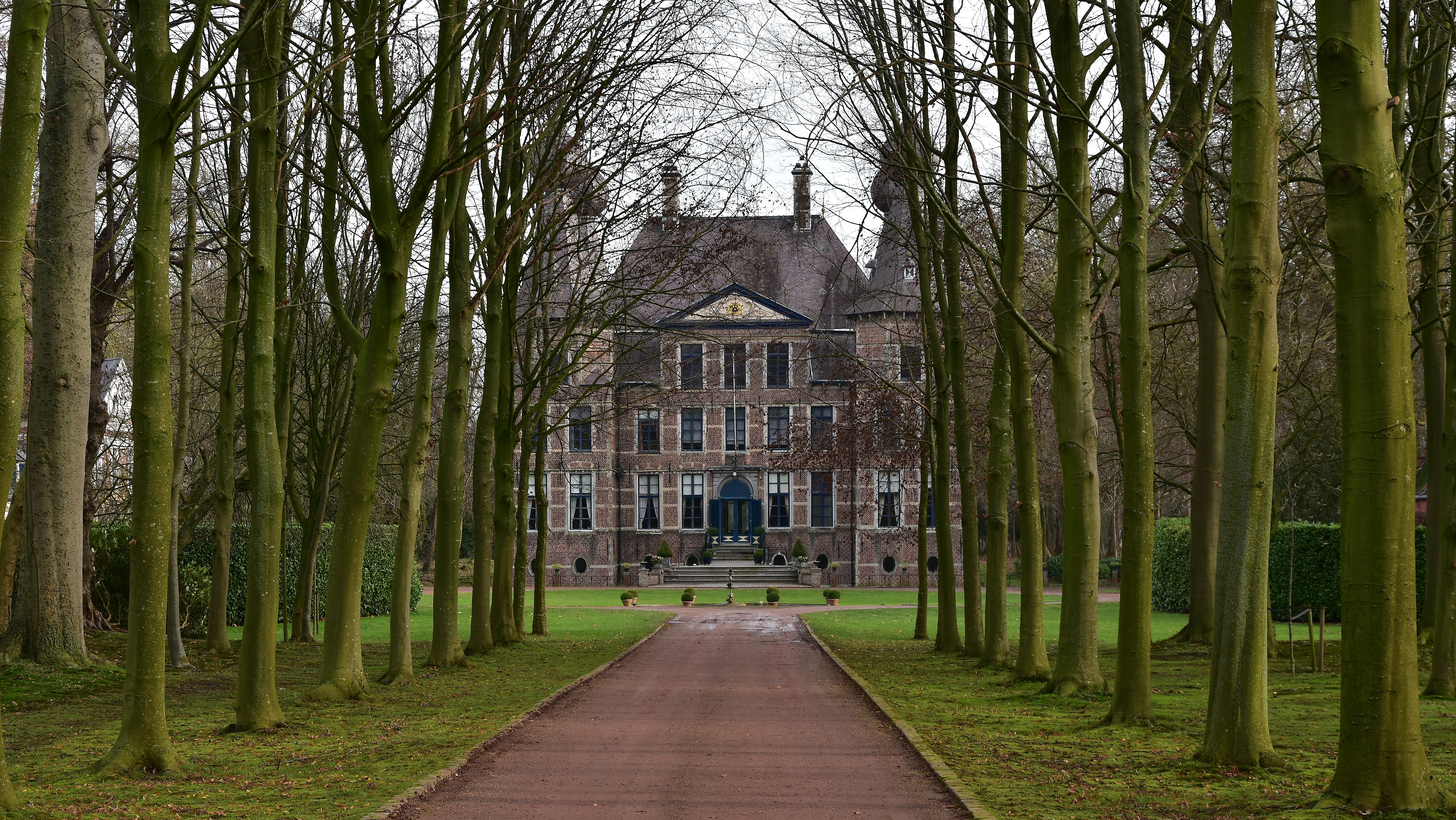

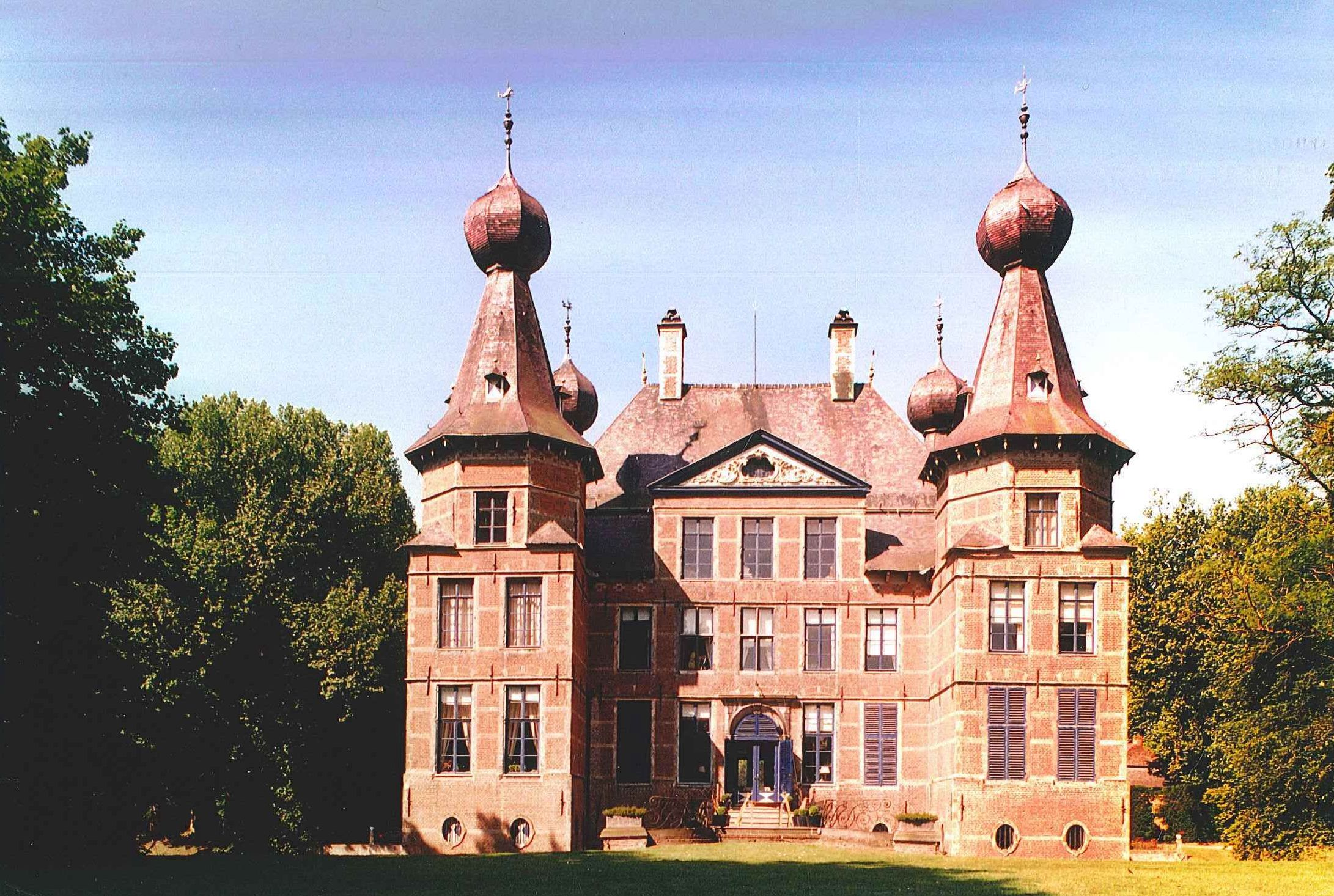

Het Kasteel van Aaishove ofwel Kasteel Piers de Raveschoot is een kasteel aan de Kasteelstraat in Kruishoutem.  De ingang bevindt zich in het noorden van het dorp, tussen de splitsing van de Kasteelstraat en de Colijnstraat.

## Naam
Het Kasteel Aaishove heeft zijn naam te danken aan de heerlijkheid Aïshof waarvan de zetel in het kasteel gevestigd was. De heerlijkheid Aïshof strekte zich in de 11e eeuw uit tussen de Schelde- en Leiebekken.

## Geschiedenis
Het kasteel werd in de 11e eeuw gebouwd vlak bij de bron van de Molenbeek, strategisch gelegen tussen de Schelde- en de Leiebekken. In de 13de eeuw stond er een waterburcht met een slotkapel naast. Deze gebouwen werden echter volledig vernield gedurende de godsdienstonlusten tijdens de 16e eeuw. De familie de Mastaing liet het kasteel tussen 1629 en 1634 herbouwen tot de huidige toestand. Het kasteel werd verbouwd rond de jaren 1930, onder de hoede van architect Valentin Vaerwyck (Gent °1882-1959).
Het kasteel en de kasteeldomeinen werden op 10 december 1973 als monument en als landschap beschermd.

## Eigendom
Het kasteel was achtereenvolgens eigendom van de volgende families:
- van Gavere
- van Looz
- de Rochefort
- van Steenhuize
- van Gavere
- de Jauche de Mastaing
- van der Meere
- Desmanet de Biesme
- Piers de Raveschoot (bewoonden het als huurder van Desmanet de Biesme vanaf 1903 tot 1913, vanaf dan tot 1976 als eigenaar)
- Van Marcke